# Kiriko Nananan
Kiriko Nananan (jap. 魚喃 キリコ, Nananan Kiriko; * 14. Dezember 1972 in der Präfektur Niigata, Japan) ist eine japanische Manga-Zeichnerin, die hauptsächlich Josei-Manga zeichnet.

## Werdegang
Beeinflusst von den Comics von Kyōko Okazaki und Murasaki Yamada, veröffentlichte sie 1993 ihre erste Arbeit mit der Kurzgeschichte Hole im alternativen Manga-Magazin Garo. Es folgten weitere Kurzgeschichten für Garo und andere Magazine. Beispielsweise erzählt Heartless Bitch von dem Gespräch zweier Freundinnen, in dem eine beispielsweise auf zynische Art von ihrem Treffen mit einem Mann vom vorherigen Tag erzählt. An der Serie Haruchin, die aus mehreren einseitigen Gagcomics besteht, arbeitete sie von 1995 bis 1997 für das Hanako-Magazin.
Mit blue verarbeitete Nananan eigene Erlebnisse. In dem Manga, der 1996 im Magazin Comic Are! veröffentlicht wurde, geht es um eine homosexuelle Liebesbeziehung zwischen zwei Oberschülerinnen. In strawberry shortcakes, das von 2001 bis 2002 in Feel Young und dessen Schwestermagazin Zipper Comic erschien, stehen vier junge, in Tokio lebende Frauen und ihre Gedanken und Probleme um ihren Alltag, ihr Liebesleben und ihre Ziele im Vordergrund. Sowohl blue als auch strawberry shortcakes wurden als Realfilm umgesetzt. In der Verfilmung von strawberry shortcakes übernahm Nananan selbst eine der vier Hauptrollen.
Nananan gilt als Mitglied der „La Nouvelle Manga“-Bewegung des in Japan lebenden Franzosen Frédéric Boilet. Außerhalb Japans erlangte sie durch ihren Manga blue Bekanntheit. Ihr Werk wird ins Englische, Deutsche und Französische übersetzt. Auf dem Festival International de la Bande Dessinée d’Angoulême 2008 gewann sie den Prix de l’école supérieure de l’image.

## Werke
- Hole, 1993
- Water, 1993–1995
- Haruchin (ハルチン), 1995–1998
- blue, 1996
- Liebe und andere Lügengeschichten (痛々しいラヴ, Itaitashii Love), 1997
- Kabocha to Mayonnaise (南瓜とマヨネーズ), 1998–1999
- strawberry shortcakes, 2001–2002
- High Time (ハイタイム, haitaimu), 2003–2005